# Чернов Юрій Михайлович
Чернов Юрій Михайлович (10 червня 1924, Вінниця — 29 квітня 2013, Рибне
, Московська область) — російський радянський письменник, поет і журналіст, військовий кореспондент. Учасник німецько-радянської війни.

## Життєпис
Зустрів німецько-радянську війну в Одесі, звідки евакуйований морем до Севастополя разом із матір'ю та молодшим братом. У 1941 році добровольцем пішов до армії. Вступив до Серпуховського авіаційного училища (евакуйоване до Кизил-Орди). Звідти, не закінчивши курсу, у 1942 році пішов на фронт, зарахований до полку 120-міліметрових гаубиць і під Сталінградом тяжко поранений. У складі роти автоматників 1 Московської пролетарської дивізії брав участь у битві на Курській дузі. Друге поранення отримав у 1944 році під Вітебськом. Після цього поранення Чернова переведено із стрілецького полку до редакції фронтової газети «Бойова тривога» на посаду військового кореспондента. Третє поранення отримав у 1945 році в місті Велау.
У 1945 році опублікував книгу поем «Російський солдат» (спочатку поему «Російський солдат» опубліковано в газеті 3-го Білоруського фронту «Червоноармійська правда» під редакцією Твардовського). Вірші Юрія Чернова висічені на гранітній стелі в пам'ять про загиблих у Кенігсберзі 1200 радянських гвардійців. У 1961 році Чернов закінчив Літературний інститут імені О. М. Горького. В архіві листів Самуїла Яковича Маршака зберігся лист знаменитого поета Юрію Чернову від 18 грудня 1961 роки (за № 338) з Нижньої Ореанди. У ньому Маршак висловив свої зауваження щодо книги віршів «Нічна зміна». З 1958 року Юрій Чернов — член Спілки письменників, а також багаторічний член редколегії всеросійського альманаху «Витоки». До своєї смерті Юрій Михайлович Чернов проживав у селищі Рибне Дмитровського району Московської області. Був почесним громадянином міста Дмитрова.

## Твори
- Російський солдат: Поеми. — М., 1945
- Зошити молодості: Вірші. — М., 1948
- Нічна зміна: Вірші. — 1961
- Вірне серце Фрама: Повість для дітей. — М.:, 1973
- Улюблений колір — червоний: Повість про В. Ногіна. — М., 1977
- Доля висока «Аврори». — М.: Политиздат, 1980
- Земля і зірки. — М., 1981
- Бунтівний броненосець. — М., 1990.
- Юрій Долгорукий: Повісті. — М., 1995
- Воля. Енергія. Талант. — М., 1999..
- Мій Дмитров: Художньо-публіцистичний роман.
- Яке щастя — молодість душі: Вірші та поеми. — М.: Видавничий дім Вести, 2009
- Рубіж слави: Вірші.
- Я в окопі поголився вперше: Вірші.

## Родина
- Донька — Наталія Юріївна Чернова (1955—2000), викладачка літератури. Її ім'я носить заснований нею у 1980 році народний літературний музей «Рядок, обірваний кулею» пам'яті поета Павла Когана в Дмитрівському рибопромисловому коледжі.
- Племінник — Ігор Чернов (народ. 1954), шахіст, учасник світового рейтингу FIDE.